# Gemensamma viseringspolitiken

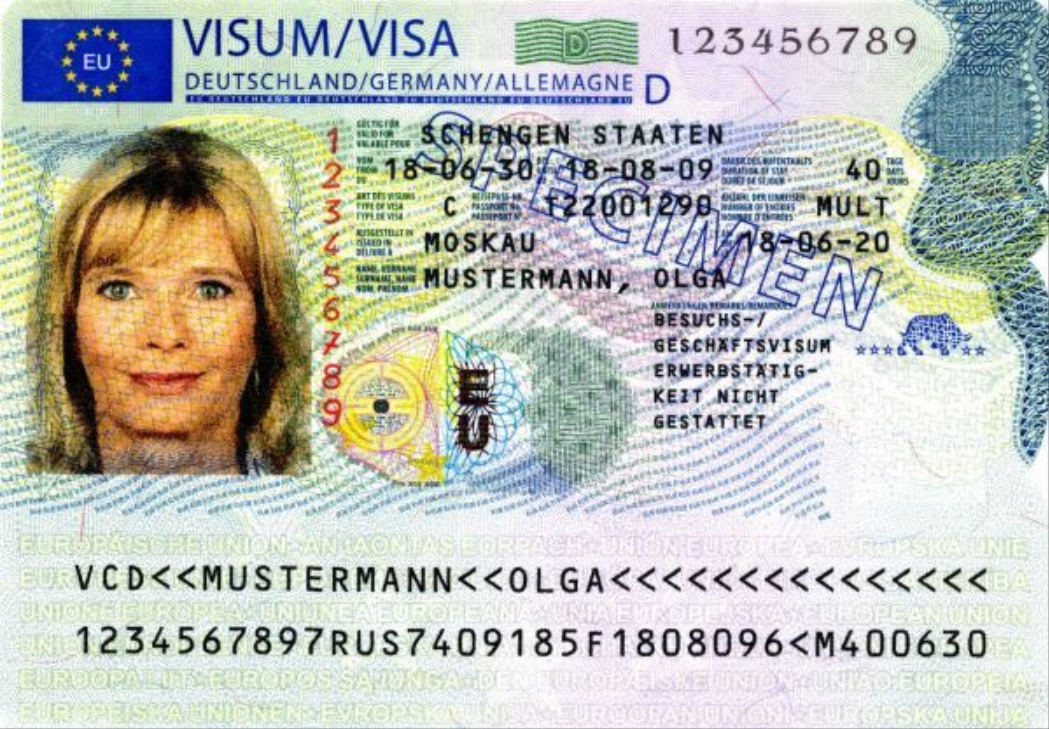
Ett enhetligt Schengenvisum som gäller i upp till 90 dagar inom Schengenområdet.

Den gemensamma viseringspolitiken är Europeiska unionens gemensamma politik för visum för kortare vistelse (maximalt 90 dagar under en 180-dagarsperiod). Den innefattar en gemensam förteckning över tredjelandsmedborgare som omfattas av visumkrav respektive visumfrihet vid resa till Schengenområdet, en enhetlig utformning av visumhandlingar och gemensamma bestämmelser om utfärdandet av dessa handlingar.
Ett Schengenvisum för kortare vistelse ger en tredjelandsmedborgare, som inte åtnjuter fri rörlighet eller visumfrihet, rätt att resa in i och vistas inom hela Schengenområdet i maximalt 90 dagar under en 180-dagarsperiod. Alla utfärdade Schengenvisum registreras i Informationssystemet för viseringar (VIS). Även visum för längre vistelse (mer än 90 dagar under en 180-dagarsperiod men maximalt ett år) och uppehållstillstånd som utfärdas för vistelse i ett enskilt Schengenland ger i regel rätt till kortare vistelse i övriga Schengenländer. Sådana handlingar utfärdas av medlemsstaterna i enlighet med nationell rätt.
Den gemensamma viseringspolitiken är en del av Schengensamarbetet och omfattar endast Schengenområdet fullt ut. Cypern, som ännu inte ingår i Schengenområdet, omfattas dock av bestämmelserna om visumfrihet och visumkrav för tredjelandsmedborgare samt den enhetliga utformningen av visumhandlingar, och godkänner Schengenvisum unilateralt som nationella visum i väntan på sin anslutning till Schengenområdet. Irland står helt utanför den gemensamma viseringspolitiken, men använder sig av den enhetliga utformningen av visumhandlingar för sina egna nationella visum.

## Historia
De första stegen för att skapa en gemensam europeisk viseringspolitik togs under 1990-talet parallellt inom Europeiska unionen och Schengensamarbetet, som då fortfarande var ett mellanstatligt samarbete utanför unionens ramar. En förteckning över tredjeländer vars medborgare behövde visum vid kortare vistelse i Schengenländerna utarbetades gradvis av Verkställande kommittén i samband med upprättandet av Schengenområdet under mitten av 1990-talet. Parallellt med detta inleddes ett arbete med att även ta fram en harmoniserad viseringspolitik inom unionen. Maastrichtfördraget, som trädde i kraft den 1 november 1993, innehöll en rättslig grund för att anta en enhetlig utformning av visumhandlingar och en gemensam förteckning över tredjeländer vars medborgare behövde visum vid kortare vistelse i unionen. Under 1995 antog Europeiska unionens råd två olika förordningar för att genomföra dessa bestämmelser. Förordningen med den gemensamma förteckningen över tredjelandsmedborgare som omfattades av visumkrav ogiltigförklarades emellertid på formella grunder av EG-domstolen efter en talan väckt av Europaparlamentet, och ersattes därför av en ny förordning 1999.
Genom Amsterdamfördraget, som trädde i kraft den 1 maj 1999, införlivades Schengenregelverket som ett fördjupat samarbete inom unionens ramar. Genom fördraget infördes en ny rättslig grund för en helt harmoniserad viseringspolitik inom unionen, dock utan Irland och Storbritannien, som genom särskilda undantagsklausuler kvarstod utanför det införlivade Schengensamarbetet. 2001 antog Europeiska unionens råd en förteckning över både medborgare som omfattades av visumkrav och medborgare som åtnjöt visumfrihet vid kortare vistelse. En kodifiering av denna förordning antogs under 2018. 2009 antog Europaparlamentet och rådet även en viseringskodex som fullständigt harmoniserade förfarandena och villkoren för utfärdandet av visum inom Schengenområdet. Informationssystemet för viseringar (VIS) togs i bruk under 2010-talet och var fullt utbyggt 2016.
I april 2022 presenterade kommissionen ett lagförslag för att digitalisera viseringsförfarandet och möjliggöra utfärdandet av digitala visum. Lagförslaget antogs av Europaparlamentet och Europeiska unionens råd den 22 november 2023 och trädde i kraft den 27 december 2023. Det kommer dock att ta flera år innan det digitala viseringsförfarandet är helt genomfört.

## Rättslig grund
Den gemensamma viseringspolitiken utgör en del av Schengensamarbetet. Den rättsliga grunden för den gemensamma viseringspolitiken återfinns i artikel 77.2 a i fördraget om Europeiska unionens funktionssätt:
| ” | Vid tillämpning av punkt 1 ska Europaparlamentet och rådet i enlighet med det ordinarie lagstiftningsförfarandet besluta om åtgärder om a) den gemensamma politiken för viseringar och andra uppehållstillstånd för kortare tid, (...) | „ |
| – Artikel 77.2 i fördraget om Europeiska unionens funktionssätt efter Lissabonfördragets ikraftträdande | |   |

## Visumkrav vid kortare vistelse
Genom den gemensamma viseringspolitiken har Schengenområdet fastställt gemensamma visumkrav för tredjelandsmedborgare, det vill säga personer som inte är unionsmedborgare eller på annat sätt åtnjuter fri rörlighet. Huvudregeln är att tredjelandsmedborgare måste inneha visum vid kortare vistelse (maximalt 90 dagar under en 180-dagarsperiod) i Schengenområdet. Sådant visum ger tredjelandsmedborgare rätt att till exempel turista, besöka anhöriga och delta i konferenser eller affärsmöten, men däremot inte att arbeta eller studera. Vid längre vistelse gäller bestämmelser om uppehållstillstånd som inte är en del av viseringspolitiken.
Med hänsyn till olaglig invandring, allmän ordning och säkerhet, ekonomiska fördelar, framför allt turism och utrikeshandel, samt unionens yttre förbindelser med de berörda tredjeländerna har unionen i vissa fall beviljat visumfrihet för tredjelandsmedborgare. I andra fall gäller istället striktare bestämmelser som kräver visum även vid flygplatstransitering (transitering på internationella flygplatser) genom Schengenområdet. Särskilda bestämmelser gäller bland annat för stats- och regeringschefer, innehavare av diplomat- eller tjänstepass samt civila besättningsmedlemmar.
Utöver eventuella visumkrav gäller följande inresevillkor för alla tredjelandsmedborgare, som inte åtnjuter fri rörlighet enligt unionsrätten, vid inresa för kortare vistelse i Schengenområdet:
- De är innehavare av en giltig resehandling (pass) som utfärdats under de senaste tio åren och som gäller i ytterligare minst tre månader efter planerat utresedatum.
- De kan styrka syftet med och villkoren för den avsedda resan och de har tillräckliga medel för sitt uppehälle, inklusive för återresan.
- De finns inte registrerade i Schengens informationssystem (SIS) med syfte att nekas inresa.
- De anses inte utgöra en risk för någon av medlemsstaternas allmänna ordning, inre säkerhet, folkhälsa eller internationella förbindelser.

Schengenområdet
Övriga delar av Europeiska unionen som ej omfattas av viseringspolitiken
Tredjeländer vars medborgare åtnjuter visumfrihet vid kortare vistelse
Tredjeländer vars medborgare behöver visum vid inresa
Tredjeländer vars medborgare behöver visum vid inresa och flygplatstransitering

### Medborgare som åtnjuter fri rörlighet
Unionsmedborgare samt medborgare i nedanstående länder åtnjuter fri rörlighet enligt rörlighetsdirektivet eller annan unionsrätt, vilket ger dem rätt att röra sig fritt inom Schengenområdet (och övriga delar av Europeiska unionen), utan några andra krav än innehav av en giltig resehandling (pass eller nationellt identitetskort):
| - Belgien - Bulgarien - Cypern - Danmark - Estland - Finland - Frankrike | - Grekland - Irland - Italien - Kroatien - Lettland - Litauen - Luxemburg | - Malta - Nederländerna - Polen - Portugal - Rumänien - Slovakien - Slovenien | - Spanien - Sverige - Tjeckien - Tyskland - Ungern - Österrike |

| - Island - Liechtenstein - Norge |

Även tredjelandsmedborgare som är familjemedlemmar till en ovanstående medborgare har rätt att röra sig fritt inom Schengenområdet (och övriga delar av Europeiska unionen), utan några andra krav än innehav av en giltig resehandling (pass), om de följer med eller ansluter sig till medborgaren när denna utövar sin rätt till fri rörlighet. Tredjelandsmedborgare som normalt omfattas av visumkrav kan dock behöva inneha ett giltigt visum om de inte innehar ett giltigt uppehållskort eller någon annan handling som beviljar visumfrihet.

### Medborgare som åtnjuter visumfrihet vid kortare vistelse
Medborgare i nedanstående 59 tredjeländer åtnjuter, enligt den gemensamma viseringspolitiken, visumfrihet vid kortare vistelse i Schengenområdet (maximalt 90 dagar under en 180-dagarsperiod). Dessa personer måste dock uppfylla övriga inresevillkor för att få resa in i Schengenområdet.
| - Albanien - Andorra - Antigua och Barbuda - Argentina - Australien - Bahamas - Barbados - Bosnien och Hercegovina - Brasilien - Brunei - Chile - Colombia - Costa Rica - Dominica - El Salvador - Förenade arabemiraten - Georgien - Grenada - Guatemala - Honduras | - Israel - Japan - Kanada - Kiribati - Malaysia - Marshallöarna - Mauritius - Mexiko - Mikronesiska federationen - Moldavien - Monaco - Montenegro - Nicaragua - Nordmakedonien - Nya Zeeland - Palau - Panama - Paraguay - Peru - Saint Kitts och Nevis | - Saint Lucia - Saint Vincent och Grenadinerna - Salomonöarna - Samoa - San Marino - Serbien - Seychellerna - Singapore - Storbritannien - Sydkorea - Tonga - Trinidad och Tobago - Tuvalu - Ukraina - Uruguay - USA - Vatikanstaten - Venezuela - Östtimor |

Motsvarande rättigheter gäller medborgare i följande administrativa regioner och enheter samt tredjeländer som inte är erkända av alla medlemsstater inom Europeiska unionen:
| - Hongkong och Macao - Kosovo - Taiwan | - Brittiska medborgare som inte är medborgare i Storbritannien i den mening som avses i unionsrätten |

Därutöver åtnjuter nedanstående personer visumfrihet vid kortare vistelse:
- Tredjelandsmedborgare, som är bosatta i gränsområden och som har erhållit ett tillstånd för lokal gränstrafik, vid resa inom gränsområdet.
- Tredjelandsmedborgare som innehar ett giltigt uppehållstillstånd eller uppehållskort i ett Schengenland.
- Statslösa och konventionsflyktingar som är bosatta i Europeiska unionen och som innehar en giltig resehandling som utfärdats av den medlemsstat där de är bosatta.
- Skolelever, oavsett nationalitet, som är bosatta i Europeiska unionen, innehar en giltig resehandling och deltar i en organiserad skolresa tillsammans med sin lärare.
- Personer som enligt nationell rätt åtnjuter visumfrihet i en specifik medlemsstat.

När Europeiska systemet för reseuppgifter och resetillstånd (Etias) har inrättats, vilket planeras ske under 2025, kommer personer som åtnjuter visumfrihet vid kortare vistelse, och som inte innehar uppehållstillstånd eller motsvarande, att behöva ansöka om ett resetillstånd innan de reser in i Schengenområdet.

### Medborgare som behöver visum vid inresa
Medborgare i nedanstående 104 tredjeländer måste, enligt den gemensamma viseringspolitiken, inneha visum vid inresa till Schengenområdet. Dessa personer måste även uppfylla övriga inresevillkor för att få resa in i Schengenområdet. Undantag från visumkraven kan erhållas för personer som är bosatta i gränsområden och som har erhållit ett tillstånd för lokal gränstrafik. Även personer som innehar uppehållstillstånd i ett Schengenland åtnjuter visumfrihet vid kortare vistelse i andra Schengenländer. I enlighet med Schengenregelverkets bestämmelser om transportöransvar ansvarar varje transportör, till exempel ett flygbolag, för att dess passagerare innehar visum vid inresa till Schengenområdet i de fall det krävs.
| - Afghanistan - Algeriet - Angola - Armenien - Azerbajdzjan - Bahrain - Bangladesh - Belarus - Belize - Benin - Bhutan - Bolivia - Burkina Faso - Burma/Myanmar - Burundi - Botswana - Centralafrikanska republiken - Djibouti - Dominikanska republiken - Kongo-Kinshasa - Ecuador - Egypten - Ekvatorialguinea - Elfenbenskusten - Eritrea - Etiopien | - Fiji - Filippinerna - Gabon - Gambia - Ghana - Guinea - Guinea-Bissau - Guyana - Haiti - Indien - Indonesien - Irak - Iran - Jamaica - Jemen - Jordanien - Kambodja - Kamerun - Kap Verde - Kazakstan - Kenya - Kina - Kirgizistan - Komorerna - Kongo-Brazzaville - Kuba | - Kuwait - Laos - Lesotho - Libanon - Liberia - Libyen - Madagaskar - Malawi - Maldiverna - Mali - Marocko - Mauretanien - Moçambique - Mongoliet - Namibia - Nauru - Nepal - Niger - Nigeria - Nordkorea - Oman - Pakistan - Papua Nya Guinea - Qatar - Rwanda - Ryssland | - São Tomé och Príncipe - Saudiarabien - Senegal - Sierra Leone - Somalia - Sri Lanka - Sudan - Surinam - Swaziland - Sydafrika - Sydsudan - Syrien - Tadzjikistan - Tanzania - Tchad - Thailand - Togo - Tunisien - Turkmenistan - Turkiet - Uganda - Uzbekistan - Vanuatu - Vietnam - Zambia - Zimbabwe |

Även statslösa och konventionsflyktingar som är bosatta i ovanstående tredjeländer omfattas av visumkraven.
Motsvarande skyldigheter gäller medborgare i följande tredjeländer som inte är erkända av alla medlemsstater inom Europeiska unionen:
| - Palestina |

### Medborgare som behöver visum vid flygplatstransitering
Enligt Chicagokonventionen behöver personer i regel inte visum för flygplatstransitering, det vill säga för transitering genom de internationella transitområdena på internationella flygplatser. Sådan transitering måste ske inom ett dygn och får inte innefatta resa mellan två flygplatser inom Schengenområdet.
Genom ett särskilt undantag från denna princip måste medborgare i nedanstående 12 tredjeländer, enligt den gemensamma viseringspolitiken, dock inneha visum vid flygplatstransitering genom Schengenområdet. Vissa personer är dock undantagna från visumkraven för flygplatstransitering, däribland innehavare av uppehållstillstånd eller motsvarande inom Schengenområdet, innehavare av diplomatpass samt civila besättningsmedlemmar. I enlighet med Schengenregelverkets bestämmelser om transportöransvar ansvarar varje transportör, till exempel ett flygbolag, för att dess passagerare innehar visum vid inresa till Schengenområdet i de fall det krävs.
| - Afghanistan - Bangladesh - Kongo-Kinshasa - Eritrea - Etiopien - Ghana | - Irak - Iran - Nigeria - Pakistan - Somalia - Sri Lanka |

Varje Schengenland kan självt besluta om begränsningar för ytterligare tredjelandsmedborgare. Åtskilliga Schengenländer har till exempel begränsningar för medborgare från Sudan och Syrien.

### Medborgare i nya och icke-erkända länder
Medborgare i nya länder, som erkänns av unionens medlemsstater, omfattas av samma bestämmelser som för medborgare i det land som de tidigare tillhört, fram till dess att unionens institutioner beslutar något annat.
Pass och andra resehandlingar utfärdade av nedanstående tredjeländers myndigheter erkänns inte av Europeiska unionen, även om enskilda medlemsstater kan göra det.
| - Abchazien - Nordcypern - Somaliland | - Sydossetien - Transnistrien - Västsahara |

### Ömsesidighets- och upphävandemekanismer
Huvudprincipen i den gemensamma viseringspolitiken är att varje tredjeland, vars medborgare åtnjuter visumfrihet vid kortare vistelse i Schengenområdet, i utbyte måste bevilja visumfrihet för unionsmedborgare. Genom en särskild ömsesidighetsmekanism kan Europeiska kommissionen på begäran av en berörd medlemsstat tillfälligt upphäva visumfriheten för medborgare från ett tredjeland som inte beviljar visumfrihet för den medlemsstatens medborgare. Kommissionen kan också föreslå permanenta ändringar av visumkraven, men dessa måste först godkännas av Europaparlamentet och Europeiska unionens råd i enlighet med det ordinarie lagstiftningsförfarandet innan de kan träda i kraft. Om ett tredjeland inte längre uppfyller kraven för att dess medborgare ska få omfattas av visumfrihet, kan kommissionen på motsvarande sätt tillfälligt upphäva visumfriheten eller lägga fram ett förslag till Europaparlamentet och rådet om ett permanent upphävande. Upphävandemekanismen har hittills endast använts en gång, mot Vanuatu, först tillfälligt 2022–2024 och därefter permanent 2024.
Ömsesidighetsmekanismen är ett påtryckningsmedel mot tredjeländer som inte beviljar visumfrihet för alla unionsmedborgare. Följande länder har beviljat alla unionsmedborgare visumfrihet i utbyte mot att få (eller få behålla) visumfrihet för sina egna medborgare vid kortare vistelse i Schengenområdet: Antigua och Barbuda, Argentina, Australien, Bahamas, Barbados, Brasilien, Brunei, Kanada, Chile, Costa Rica, Dominica, El Salvador, Grenada, Guatemala, Honduras, Japan, Kiribati, Malaysia, Mexiko, Nya Zeeland, Nicaragua, Panama, Paraguay, Saint Kitts och Nevis, Saint Lucia, Saint Vincent och Grenadinerna, Samoa, Singapore, Salomonöarna, Sydkorea, Tonga, Trinidad och Tobago, Tuvalu, Uruguay och Vanuatu.
USA är det enda kvarvarande tredjelandet vars medborgare åtnjuter visumfrihet vid kortare vistelse i Schengenområdet, men som inte självt beviljar visumfrihet för alla unionsmedborgare. USA har fortfarande visumkrav för medborgare från Bulgarien, Cypern och Rumänien. USA har vägrat att bevilja dessa medborgare visumfrihet, vilket ledde till att Europaparlamentet den 3 mars 2017 krävde att visumfriheten för amerikanska medborgare vid kortare vistelse i Schengenområdet skulle upphävas. Den 4 mars 2021 väckte Europaparlamentet en passivitetstalan mot kommissionen vid EU-domstolen för att visumfriheten för amerikanska medborgare fortfarande inte hade upphävts i enlighet med ömsesidighetsmekanismen. Denna talan ogillades dock av EU-domstolen i en dom den 8 september 2023 med hänvisning till att kommissionen har ett visst diskretionärt utrymme när den fattar beslut om att aktivera ömsesidighetsmekanismen. I en rapport i december 2021 konstaterade kommissionen att förhandlingar fortsätter att pågå med USA och att de dittills hade lett till visumfrihet för polska medborgare under 2019 och kroatiska medborgare under 2021.
Genom en särskild upphävandemekanism kan en medlemsstat inom Schengenområdet tillfälligt upphäva visumfriheten för medborgare från ett tredjeland om det till exempel är många medborgare från landet som vistas olagligen i medlemsstaten. Den 18 oktober 2023 föreslog Europeiska kommissionen en reform av upphävandemekanismen för att stärka den och skärpa kraven på tredjeländer vars medborgare åtnjuter visumfrihet. Förslaget måste godkännas av både Europaparlamentet och Europeiska unionens råd innan det kan träda i kraft.

## Utfärdande av visumhandlingar
Beviljande och utfärdande av visumhandlingar sker enligt bestämmelser som är gemensamma för hela Schengenområdet och som fastställts genom unionens viseringskodex. En person som vill ansöka om visum ska vända sig till konsulatet för den medlemsstat dit han eller hon ska resa eller, om resan omfattar flera medlemsstater, den medlemsstat där största delen av resan planeras ske. Om resan är uppdelad i lika långa delar i flera medlemsstater ska ansökan riktas till den medlemsstat vars yttre gräns först passeras vid inresan till Schengenområdet. En medlemsstat kan dock frångå dessa principer och istället låta en annan medlemsstats konsulat utfärda visum på dess vägnar.
En visumansökan kan lämnas in tidigast sex månader och senast femton dagar innan inresedatumet. Endast i undantagsfall kan en ansökan lämnas in senare. En visumansökan behandlas normalt av ett konsulat inom 15 dagar. I vissa fall kan denna period förlängas till 30 dagar eller, i exceptionella fall, till 60 dagar. Ett besök hos konsulatet krävs normalt. Vissa personer, till exempel unionsmedborgares familjemedlemmar, kan få sin visumansökan prövad snabbare än andra tredjelandsmedborgare. En person som ansöker om visum måste lämna in en särskild ansökningsblankett och därutöver även en giltig resehandling (som utfärdats under de senaste tio åren och som gäller i ytterligare minst tre månader efter planerat utresedatum), ett fotografi som följer Icaos standarder, fingeravtryck och handlingar som styrker resans ändamål och att personen har tillräckliga medel för sitt uppehälle. Dessutom måste personen i regel betala en viseringsavgift på 90 euro (för vuxna) eller 45 euro (för barn mellan sex och tolv år) för att täcka de administrativa kostnaderna; detta gäller dock inte till exempel tredjelandsmedborgare som är familjemedlemmar till en unionsmedborgare när de omfattas av rörlighetsdirektivets bestämmelser. I vissa fall krävs även bevis på innehav av en medicinsk reseförsäkring.
Förenklade bestämmelser gäller i samband med att en medlemsstat står värd för de olympiska spelen och de paralympiska spelen.

## Utformning av visumhandlingar
Visumhandlingar utformas enligt en enhetlig standard som är densamma oavsett vilken medlemsstat som har utfärdat handlingarna. Den enhetliga utformningen antogs ursprungligen 1995, och uppdaterades 2017 för att förbättra säkerhetsdetaljerna. De gemensamma bestämmelserna om utformningen av visumhandlingar gäller alla medlemsstater inom Europeiska unionen som ingår i Schengensamarbetet, även de som ännu inte har anslutit sig till Schengenområdet. Ett visum som utfärdas i någon av de sistnämnda medlemsstaterna gäller dock endast i den medlemsstat som har utfärdat det. Även Irland (som står utanför större delen av Schengensamarbetet) har möjlighet att använda den enhetliga utformningen för sina egna nationella visumhandlingar.
Genom digitaliseringen av viseringsförfarandet kommer de nuvarande fysiska visumhandlingarna i form av ett viseringsmärke som fästs i innehavarens resehandling att ersättas av ett digitalt visum. Sedan 2024 utfärdar vissa medlemsstater digitala visum.

### Visumtyper
Det finns fyra olika typer av visum som kan utfärdas inom Schengenområdet: A-, B-, C- och D-visum. Dessa skiljer sig åt vad gäller resans syfte, geografiska område och längd.

#### A-visum
A-visum betecknar ett enhetligt visum för flygplatstransitering, det vill säga för transitering genom de internationella transitområdena på internationella flygplatser. Ett sådant visum är nödvändigt för de medborgare som inte åtnjuter visumfrihet vid flygplatstransitering enligt Chicagokonventionen.

#### B-visum
B-visum betecknar ett enhetligt visum för annan transitering än flygplatstransitering. Sedan den 5 april 2010 utfärdas inga B-visum, utan endast C-visum.

#### C-visum
C-visum betecknar ett enhetligt visum för kortare vistelse (maximalt 90 dagar under en 180-dagarsperiod) som utfärdats för hela Schengenområdet. Ett sådant visum krävs även för annan transitering än flygplatstransitering och kan då ha en kort giltighetstid.

#### D-visum
D-visum betecknar ett nationellt visum för längre vistelse. Ett sådant visum får gälla högst ett år. För längre vistelse krävs uppehållstillstånd. Visum för längre vistelse utfärdas av de nationella myndigheterna i enlighet med unionsrätten och nationell rätt. De har samma enhetliga format som visum för kortare vistelse, men är märkta med ett ”D”. Visumet gäller för den angivna perioden i den utfärdande medlemsstaten, men kan även användas som ett visum för kortare vistelse i övriga Schengenområdet.

### Viseringsmärket

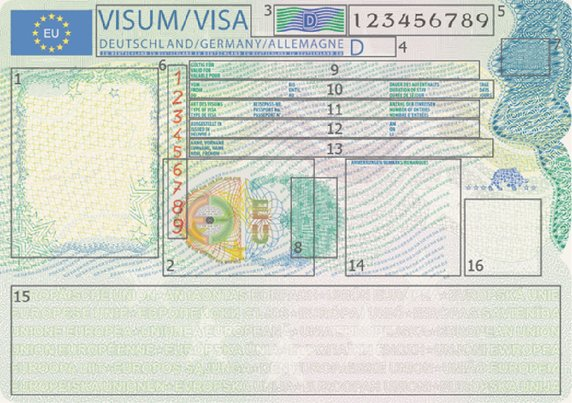
Det enhetliga viseringsmärket som fästs i resehandlingen efter beviljad visumansökan.

I det fall visumet inte utfärdas digitalt, fästs ett viseringsmärke i resehandlingen för den som ansökt om visum efter att visumansökan har godkänts. Viseringsmärket är enhetligt utformat och består av följande delar:
(1) Ett fotografi av den som ansökt om visum
(2) Ett föränderligt optiskt märke med bland annat det europeiska emblemet
(3) En logotyp bestående av en eller flera bokstäver som indikerar vilken medlemsstat som har utfärdat visumet
(4) Ordet ”visering” skrivet med versaler i optiskt föränderligt bläck på något av unionens officiella språk
(5) Ett förtryckt niosiffrigt nationellt nummer
(5a) En landskod på tre bokstäver (utom för Tyskland som har förkortningen ”D”) som anger den utfärdande medlemsstaten enligt Icaos standard
(6) En förteckning över vilka områden visumet är giltigt för (vanligtvis ”Schengenstater”)
(7) Visumets giltighetstid (start- och slutdatum)
(8) Typ av visum (A-, C- eller D-visum), samt antal tillåtna inresor och antal giltighetsdagar
(9) Ort där visumet har utfärdats
(10) Datum då visumet har utfärdats, samt passnumret för den som ansökt om visum
(11) Efternamn och förnamn för den som ansökt om visum
(12) Eventuella anmärkningar
(13) Maskinläsbar del, vars bottenmönster anger namnet på den medlemsstat som har utfärdat visumet
Rubriktexterna till rutorna är på engelska och franska samt eventuellt ytterligare ett annat av unionens officiella språk.
Ett digitalt visum innehåller motsvarande information digitalt.